# Kadinjani
Kadinjani (szerbül: Кадињани), település Bosznia-Hercegovinában, Laktaši községben, Bosanska krajina területén, a Szerb Köztársaságban. 

## Fekvése
Bosznia-Hercegovina északi részén, Banja Lukától légvonalban 15, közúton 25 km-re északkeletre, községközpontjától légvonalban 8, közúton 14 km-re délkeletre, 152-272 méteres magasságban fekszik. Kadinjane Donje és Kadinjane Gornje részekre oszlik. Donje Kadinjanén az Aleksići felé vezető kereszteződésig 4,5 km hosszú út halad át, melyet 2001-ben aszfaltoztak. Gornji Kadinjanében hat kilométer aszfaltút van, a többi makadám. A falu szeres típusú; a házak többnyire a dombokon helyezkednek el. Aleksići, Boškovići, Dovići, Jaružani, Malo Blaško és Ćetojevići falvakkal határos. Az északi oldalon a Turjanica, a déli oldalon a Vukesnica-patak folyik át, amely a Slatina-patakba, majd a Turjanicába ömlik. Jelentősebb források a Dušanića bunar, a Vujmilovića bunar, a Jagodnjača, a Kršića bunar, a Lončarevac, az Ivanovac (Lukina voda), a Studenac és a Potrebica. A dombok közül a legjelentősebbek a Vujmilovića, a Vujasinovića, a Vukovića és a Radinkovića brdo, valamint a Rimov, a Seksenov és a Ciganski brijeg, valamint a Stankovića sokak és a Kada strana. Ezeken kívül a jelentősebb helynevek: a Glavica, a Kadjenica, a Kućišta, a Rastoke és a Stolovaca. További beosztott falvak Bašići, Dušanići, Magžari, Stankovići Gornji, Stankovići Donji, Crnogaće.

## Népessége
| Nemzetiségi csoport | Népesség 1991 | Népesség 2013 |
| ------------------- | ------------- | ------------- |
| Szerb               | 593           | 467           |
| Bosnyák             | 0             | 0             |
| Horvát              | 7             | 2             |
| Jugoszláv           | 18            | 0             |
| Egyéb               | 5             | 3             |
| Összesen            | 623           | 472           |

## Története
Kadinjaniban, az északi részén levő domb alatt fennmaradtak a Turija, a Rimov brijeg és a Kućišta helynevek, amik egy régi településre és Turija középkori falujára utalnak. A falu kapcsolatban lehetett az innen mintegy 6,5 km-re lévő Gradina erőddel (Šušnjariban), sőt Glaž középkori várával is.
A lakosság eredetére vonatkozóan nincs megbízható adat, de a falu nevének eredetéről egy érdekes hagyomány szól. Eszerint Donje Kadinjanében volt egy nagy erdő, amit Kadjenicának hívtak. A török uralom idején a pásztorok a kádinak udvarházat építettek benne. Egy alkalommal felakasztották egy pásztorukat az egyik fára. Futott egy nyúl, és a pásztorok azt hitték, hogy a kádi az, ezért megijedtek és elszaladtak. Az a pásztor lógva maradt, és így halt meg. Feltételezik, hogy így kapta a falu a Kadinjani nevet.
A település 1878-ig tartozott az Oszmán Birodalomhoz, ekkor a berlini kongresszus határozata alapján az Osztrák-Magyar Monarchia része lett. 1910-ben a Banja Luka-i járáshoz tartozó településen 54 háztartást, 349 ortodox és 4 muszlim lakost találtak. A monarchia szétesésével 1918-ban előbb a Szerb-Horvát-Szlovén Királyság, majd 1929-től a Jugoszláv Királyság része. 1921-ben a községnek 64 háztartása és 384 lakosa volt. Az 1929-es törvény értelmében, amikor Bosznia-Hercegovinát négy banovinára, Drinskára, Vrbaskára, Zetskára és Primorskára osztották, a település a Vrbaska banovina része lett, amelynek székhelye Banja Luka volt. Jugoszlávia megszállása után a Független Horvát Állam (NDH) része lett. A második világháború után a szocialista Jugoszláviához tartozott. A daytoni békeszerződést követő területfelosztásnál Laktaši község részeként a Szerb Köztársaság területéhez került.

## Oktatás
Kadinjaniban 1932-ben nyílt meg az első iskola, amelybe Aleksić, Bošković, Jaružan, Kadinjan, Ljubatovci, Ćetojević és a környező falvak tanulói jártak. Az első tanár Svetozar Mitrović volt. Az iskola a második világháború kezdetéig működött, majd lebontották. A háború befejezése után a régi iskola mellé egy második, kisebb iskola épült, amely egészen az 1969-es katasztrofális földrengésig működött. Ma egy bozóttal benőtt rom áll ezen a helyen. A közelben áll a nemzeti hős Rudi Čajavec emlékműve, aki 1942. július 2-án ezen a helyen halt meg.

## Infrastruktúra
2007-ben kisebb számú ház kapott vizet a városi vízvezetékből. Azóta fokozatosan vezették be a vizet, így még mindig körülbelül 50 olyan ház van, ahol nincs városi víz. A falu 1971-ben kapott áramot, 2000-ben telefonkapcsolatot. a faluban nincs bolt.

## Nevezetességei
A településen két, 2000-ben felszentelt templom és a két temető található. Donji Kadinjanében található a Szent Marina ortodox templom, Gornji Kadinjanében pedig az Osztrogi Szent Bazil templom.